# Jonathan Owens
Jonathan Owens (San Luis, Misuri, 22 de julio de 1995) es un jugador de fútbol americano profesional  de los Chicago Bears de la National Football League (NFL). Su posición es profundo. Jugó fútbol americano universitario en Missouri Western.

## Vida
Owens jugó fútbol americano en la escuela secundaria en Christian Brothers College High School (CBC) con el entrenador Scott Pingel después de asistir a la escuela secundaria en Loyola Academy of St. Louis. Durante su carrera en la escuela secundaria, Owens ganó el premio al apoyador del año de la CBC.

## Carrera

### En el fútbol americano Universitario
Después del final de su año de camiseta roja durante la temporada 2013, Owens jugó como back defensivo para Missouri Western State University (MWSU). Durante su última temporada en 2017, Owens fue el estudiante-atleta masculino del año de la MWSU. Durante la temporada 2017, Owens también formó parte del segundo equipo de la All-Mid-America Intercollegiate Athletics Association (MIAA). Owens estuvo en el Cuadro de Honor Académico de MIAA a lo largo de su carrera universitaria. Se especializó en pre-terapia física con el objetivo de convertirse en médico.

### En el fútbol americano profesional

#### Arizona Cardinals
Owens firmó con los Arizona Cardinals como agente libre no reclutado luego del Draft de la NFL de 2018.  Durante la última semana de actividades organizadas del equipo (OTA) antes de la temporada 2018, Owens fue cortado debido a una lesión y pasó toda la temporada en la lista de reservas lesionados.
El 31 de agosto de 2019, los Cardenales renunciaron a Owens.

#### Houston Texans
El 30 de septiembre de 2019, Owens firmó con el equipo de prácticas de los Houston Texans. Fue ascendido a la lista activa el 21 de noviembre de 2019, pero renunció dos días después y volvió a firmar con el equipo de práctica.  Firmó un contrato de reserva/futuro con los Texans el 13 de enero del 2020.
El 5 de septiembre de 2020, los Texans renunciaron a Owens y firmaron con el equipo de práctica al día siguiente. Fue elevado a la lista activa el 10 y 17 de octubre para los juegos de las semanas 5 y 6 del equipo contra los Jacksonville Jaguars y Tennessee Titans, y volvió al equipo de práctica después de cada juego. El 12 de diciembre de 2020, Owens se incorporó a la lista activa.
El 31 de agosto de 2021, los Texans renunciaron a Owens y volvieron a firmar con el equipo de práctica. Fue ascendido a la lista activa el 4 de diciembre. El 9 de diciembre, los Texans firmaron a Owens con un contrato de dos años y $ 1.175 millones que se extiende hasta la temporada 2022. El 26 de diciembre de 2021, Owens tuvo la primera intercepción de su carrera y la primera recuperación de un balón suelto en la sorpresiva victoria de los Texans sobre Los Angeles Chargers. El 3 de enero de 2022, Owens fue colocado en la lista de reservas lesionados luego de sufrir una dislocación de muñeca en la derrota del equipo en la semana 16 contra los San Francisco 49ers.

## Vida personal
Owens y la gimnasta estadounidense Simone Biles anunciaron su compromiso el 15 de febrero de 2022. Se casaron el 22 de abril de 2023.